# Fresneda de Altarejos
Fresneda de Altarejos ist eine zentralspanische Gemeinde (municipio) mit 38 Einwohnern (Stand: 2024) im Norden der Provinz Cuenca in der Autonomen Region Kastilien-La Mancha. 

## Lage und Klima
Fresneda de Altarejos liegt auf der Westseite des Iberischen Gebirges in einer Höhe von ca. 900 m. Die Provinzhauptstadt Cuenca befindet sich gut 19 Kilometer (Fahrtstrecke) nordöstlich. Das Klima im Winter ist gemäßigt, im Sommer dagegen warm bis heiß. Regen (582 mm/Jahr) fällt das ganze Jahr über.

## Bevölkerungsentwicklung
| Jahr      | 1970 | 1981 | 1991 | 2001 | 2011 | 2021 |
| Einwohner | 216  | 135  | 90   | 82   | 60   | 41   |

## Sehenswürdigkeiten

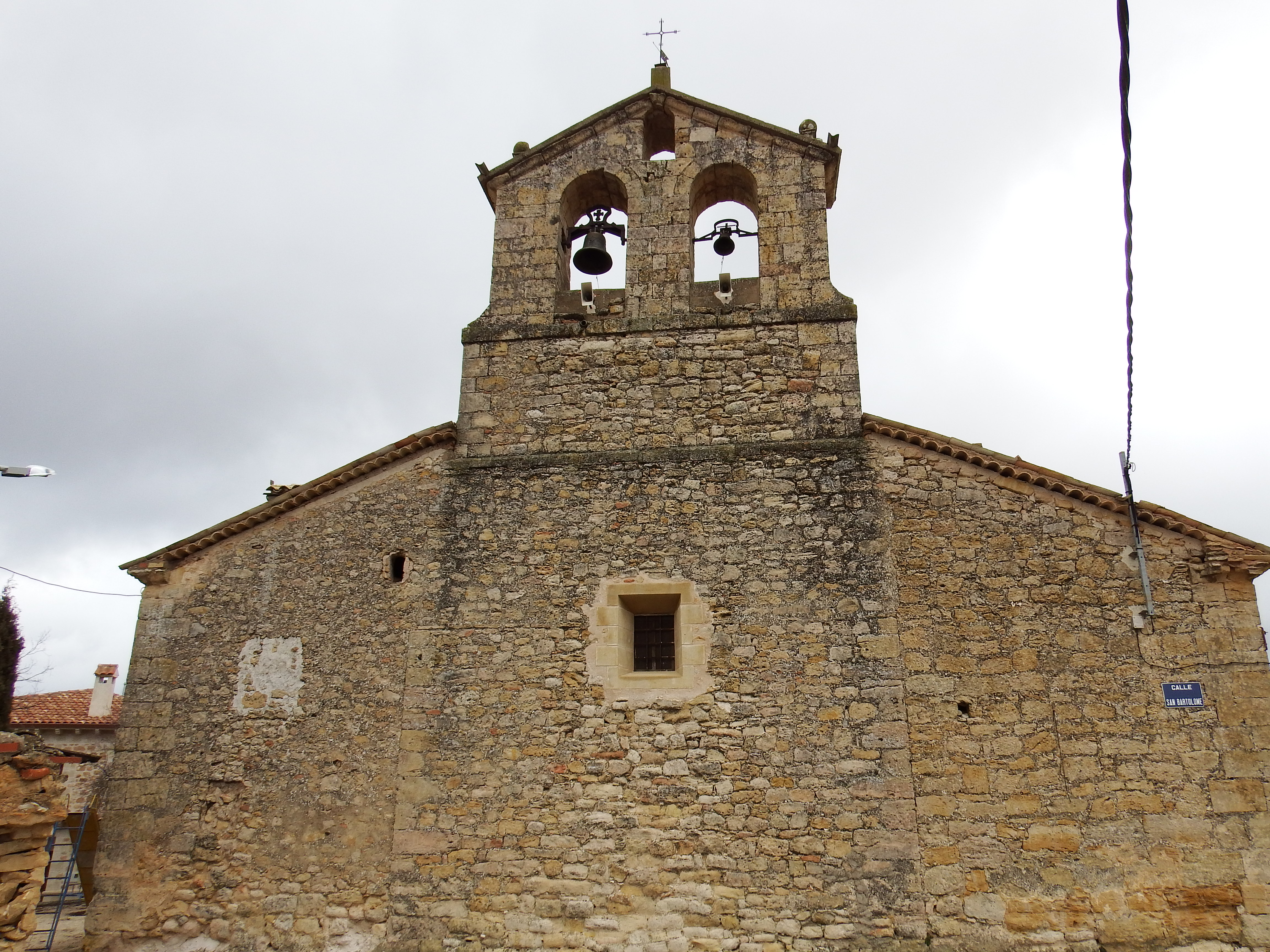
Kirche Mariä Himmelfahrt
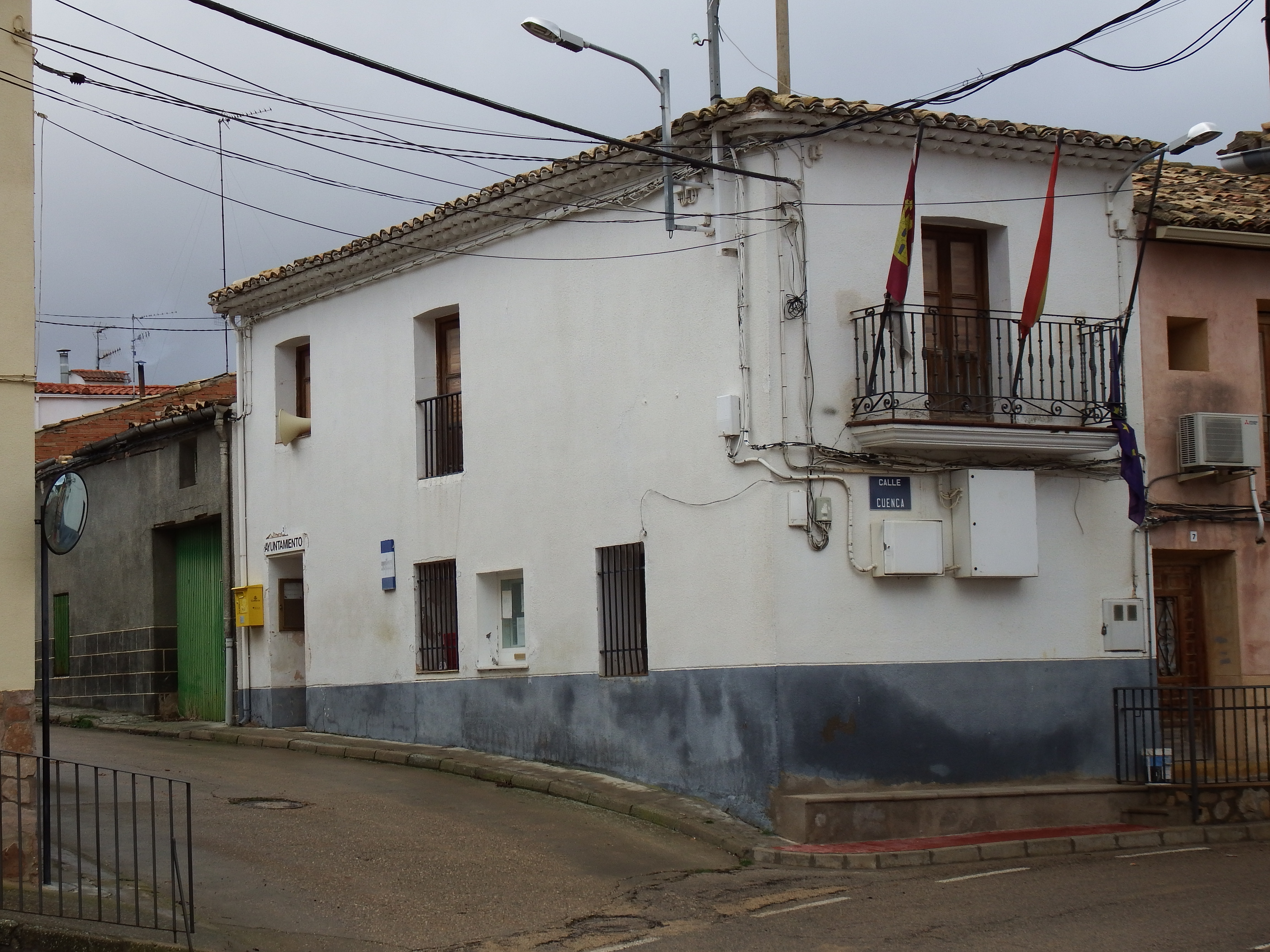
Rathaus

- Kirche Mariä Himmelfahrt
- Rathaus